# Панкратово (Дновский район)
Панкратово — деревня в Дновском районе Псковской области России. Входит в состав Выскодской волости Дновского района.
Расположена на северо-востоке района, на реке Полонка, в 21 км к востоку от районного центра, города Дно и в 11 км к юго-западу от волостного центра, деревни Морино.

## Население
| 2001 | 2002 | 2010 |
| ---- | ---- | ---- |
| 270  | ↘203 | ↘149 |

Численность населения деревни составляла на 2000 год — 270 человек, на 2010 год — 214 человек.

## История
До 2006 года деревня была административным центром ныне упразднённой Панкратовской волости, до 2015 года входила в состав Моринской волости.